# Briarwood (Dakota Północna)
Briarwood – miasto w Stanach Zjednoczonych, w stanie Dakota Północna, w hrabstwie Cass.